# Max Aicher
Max Aicher (* 21. März 1934 in Bad Reichenhall) ist ein deutscher Unternehmer. Er hat die Max Aicher Unternehmensgruppe mit Sitz in Freilassing aufgebaut.
Aicher studierte in München und schloss sein Bauingenieurstudium mit Diplom ab. Während des Studiums wurde er im Sommersemester 1954 Mitglied der Burschenschaft P.C. Apollo München. Danach absolvierte er erfolgreich das Referendariat bei der Bayerischen Staatsverwaltung in München und schloss als Regierungsbaumeister ab. 1964 übernahm er im Alter von 30 Jahren die Leitung des von seinem Vater, Max senior, in Freilassing 1924 gegründeten mittelständischen Baugeschäfts. Zum weiteren Unternehmensausbau und zur Diversifizierung in weitere Aktivitäten erwarb er 1975 das in Konkurs befindliche Stahlwerk Annahütte in Hammerau, das er erfolgreich sanierte. Es folgten weitere Übernahmen von Stahlwerken in Bayern: ab 1975 in Schritten die Lech-Stahlwerke in Meitingen und ab 1994 das Stahlwerk Maxhütte in Sulzbach-Rosenberg. Letzteres wurde allerdings 2002 geschlossen. Weitere Stahl herstellende bzw. verarbeitende Werke wurden in Tschechien, Ungarn, Rumänien, Slowenien sowie in Kanada erworben. Als drittes Geschäftsfeld wurde mit der 1985 gegründeten Max Aicher GmbH (seit 2009 Max-Aicher Umwelt GmbH) ab 1989 der Bereich Umwelt und Recycling mit mehreren Standorten in Deutschland ausgebaut mit Konzentration auf Schlacken- und Reststoffverwertung. Darüber hinaus gehört ein umfangreicher Immobilienbesitz zur Unternehmensgruppe. Nach Angaben der Süddeutschen Zeitung betrug der Umsatz der Max Aicher Unternehmensgruppe im Jahr 2010 ca. 1,5 Mrd. EUR und es wurden rund 3000 Mitarbeiter beschäftigt.
Aicher, der bis 2014 Alleineigentümer der Unternehmensgruppe war, hat alle Anteile anlässlich seines 80. Geburtstags in eine nach ihm benannte Familienstiftung eingebracht. Er ist unverändert in der Unternehmensführung aktiv. Daneben unterstützt er zahlreiche karitative sowie sportliche Aktivitäten in der Region. Er ist Namensgeber und Sponsor der Max Aicher Arena, der Eissporthalle in Inzell.
Aicher ist verheiratet mit Evelyne, sie haben gemeinsam drei Töchter.